# Betrayal (2023)
Betrayal é um filme independente de suspense de 2023 dirigido por Rodger Griffiths, em sua estreia na direção. Teve sua estreia em 2023 no Festival de Cinema de Edinburgh titulado como Kill. Foi lançado pela Kaleidoscope Film Distribution no Reino Unido e pela Saban Films em VOD/digital nos Estados Unidos em 6 de setembro de 2024.
Foi inspirado em Calibre, de 2018.

## Sinopse
Três irmãos tentam descobrir o que aconteceu com corpo do pai abusivo que eles mataram e enterraram  em uma remota floresta escocesa.

## Elenco
- James Harkness - Miller
- Brian Vernel - John
- Daniel Portman - Henry
- Paul Higgins - Don
- Calum Ross - Vince
- Joanne Thomson - Annie
- Anita Vettesse - Kate

## Recepção
Em sua crítica no The Guardian, Leslie Felperin avaliou com 3 de 5 estrelas dizendo que "o suspense e o desfecho são adequados, mas o que torna o filme ainda mais interessante é como o diretor Rodger Griffiths faz uma análise sutil de como o abuso pode prejudicar as famílias de diferentes maneiras." No Common Sense Media, Alistair Lawrence avaliou com 2 de  5 estrelas chamando de um "suspense escocês exagerado".
No Screen Daily, Fionnuala Halligan destacou que "uma viagem de caça na floresta toma um rumo sombrio nesta estreia eficaz do gênero escocês."